# The Kleptomaniac (film 1914)
The Kleptomaniac è un cortometraggio muto del 1914 diretto da Warwick Buckland.

## Trama
Una Lady ruba in un negozio e del furto viene accusato il suo accompagnatore.

## Produzione
Il film fu prodotto dalla Hepworth.

## Distribuzione
Distribuito dalla Hepworth, il film - un cortometraggio di una bobina - uscì nelle sale cinematografiche britanniche nel luglio 1914.
Si conoscono pochi dati del film che, prodotto dalla Hepworth, fu distrutto nel 1924 dallo stesso produttore, Cecil M. Hepworth. Fallito, in gravissime difficoltà finanziarie, il produttore pensò in questo modo di poter almeno recuperare il nitrato d'argento della pellicola.